# Rose of Nevada
Rose of Nevada ist ein Thriller und Mystery-Drama von Mark Jenkin. Der Film mit George MacKay und Callum Turner in den Hauptrollen soll Ende August 2025 bei den der Internationalen Filmfestspielen von Venedig seine Premiere feiern. 

## Handlung
30 Jahre nach seinem Verschwinden taucht in einem vergessenen Fischerdorf auf mysteriöse Weise ein Boot im alten Hafen auf, die Rose of Nevada. Diese war damals mit der gesamten Besatzung auf See verschollen. Für die wenigen, die sich erinnern, ist die Rückkehr der Rose of Nevada ein Zeichen. Nick nimmt einen Job an Bord des Bootes an, um für seine junge Familie zu sorgen. Neben ihm schließt sich der neu angekommene Liam der Crew an, verzweifelt versuchend, seiner Vergangenheit zu entfliehen.
Sie stechen in See und kehren nach einer erfolgreichen Überfahrt in den Hafen zurück. Doch etwas stimmt nicht. Sie sind in der Zeit zurückgereist, und die Dorfbewohner begrüßen sie, als wären sie die ursprüngliche Besatzung.

## Produktion
Regie führte Mark Jenkin. Es handelt sich nach The Rabbit, The Midnight Drives, Bait und Enys Men um seinen fünften Langfilm als Regisseur.
George MacKay und Callum Turner spielen in den Hauptrollen Nick und Liam. Weiter auf der Besetzungsliste finden sich Rosalind Eleazar, Francis Magee, Mary Woodvine und Edward Rowe. Das Casting übernahm Shaheen Baig.
Die Dreharbeiten fanden in Cornwall statt, wo Jenkin seine Jugend verbrachte und bereits Bait und Enys Men drehte. Hierbei kam eine Bolex-Kurbelkamera zum Einsatz. Jenkin drehte Rose of Nevada auf 16-mm-Film.
Der Film soll am 30. August 2025 bei den Internationalen Filmfestspielen von Venedig seine Premiere feiern. Im September 2025 soll Rose of Nevada beim Toronto International Film Festival gezeigt werden. Ende September, Anfang Oktober 2025 sind Vorstellungen beim New York Film Festival geplant.

## Auszeichnungen
Internationale Filmfestspiele von Venedig 2025
- Nominierung in der Sektion Orizzonti